# Stichodactyla gigantea

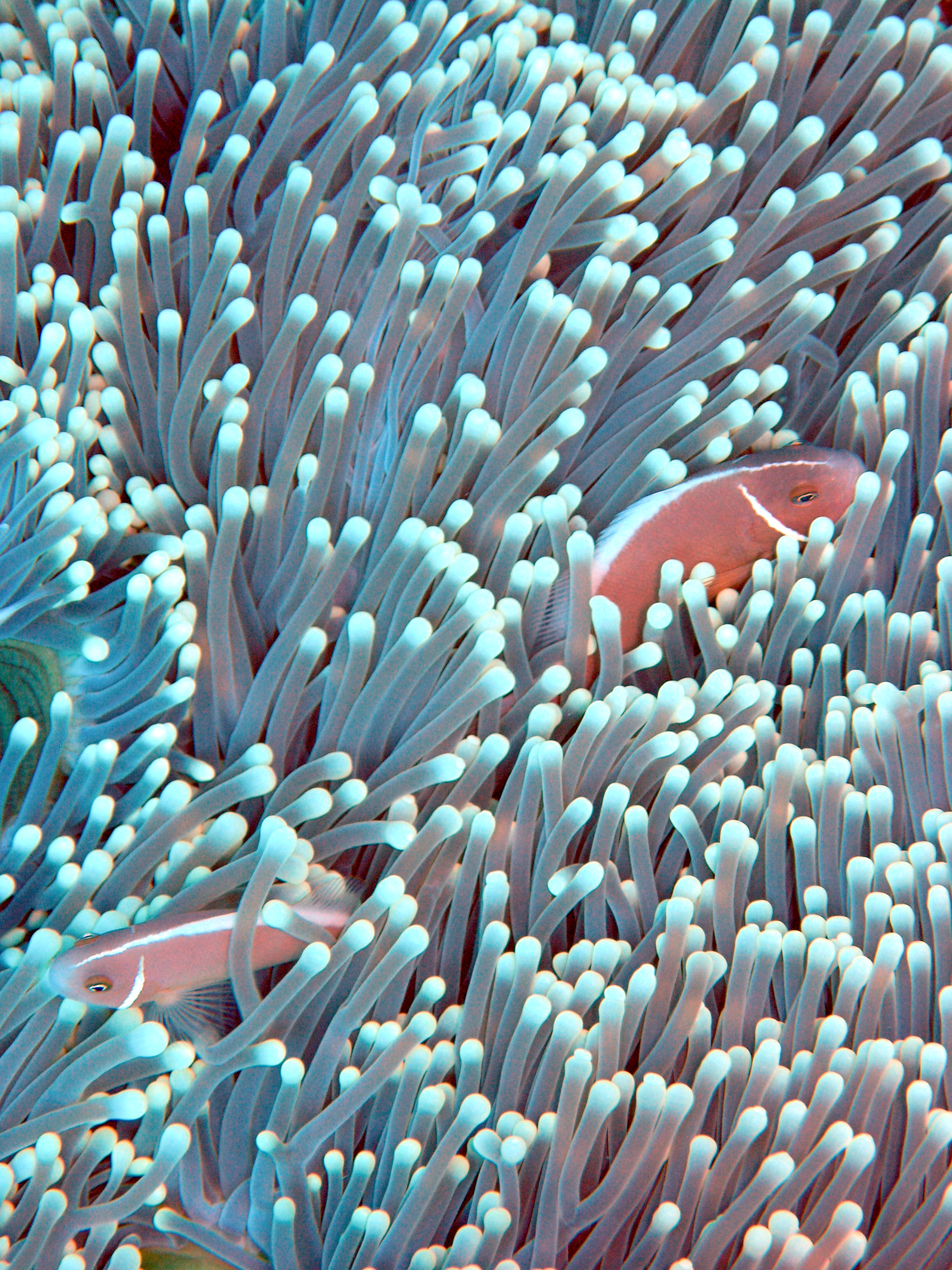
Pareja de Amphiprion perideraion en S. gigantea

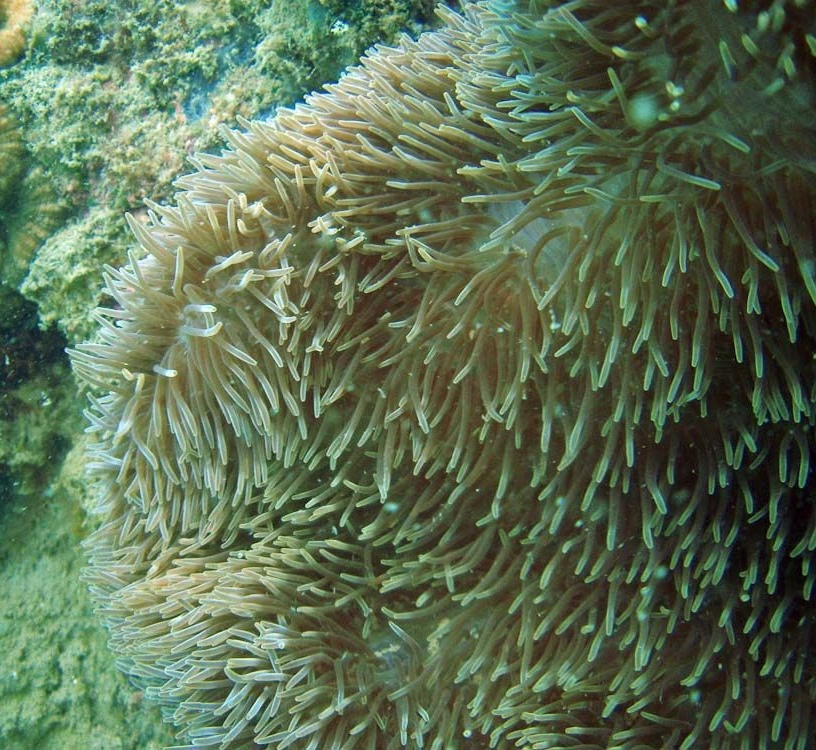
Tentáculos expandidos y en movimiento de S. gigantea

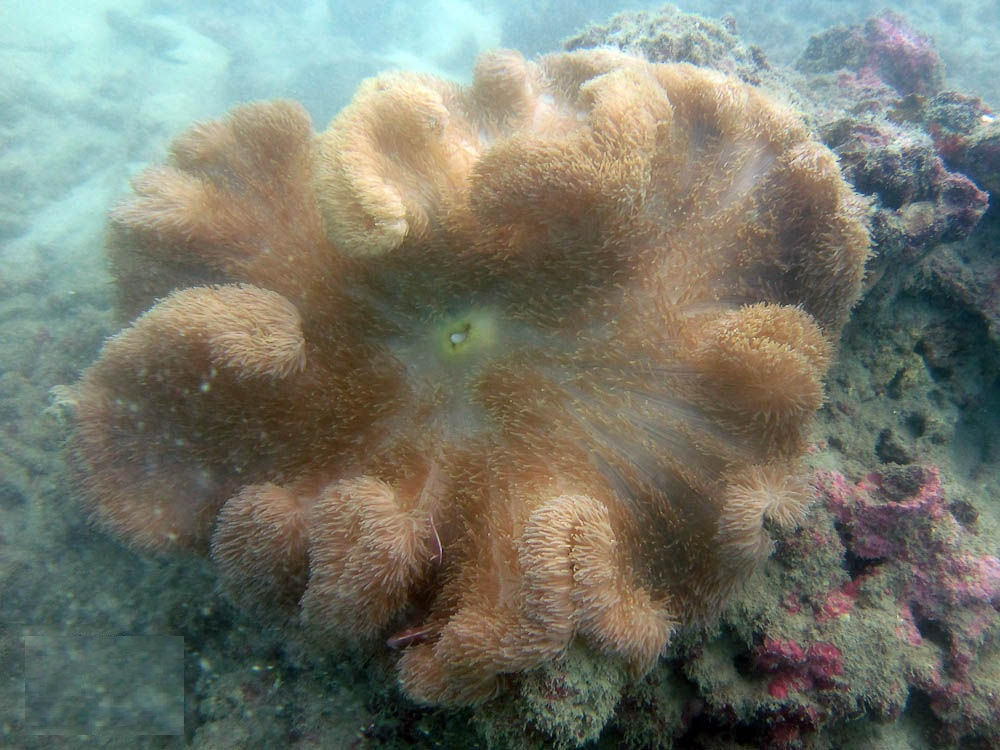
Ejemplar en tonalidad salmón claro en Koh Phangan, Tailandia

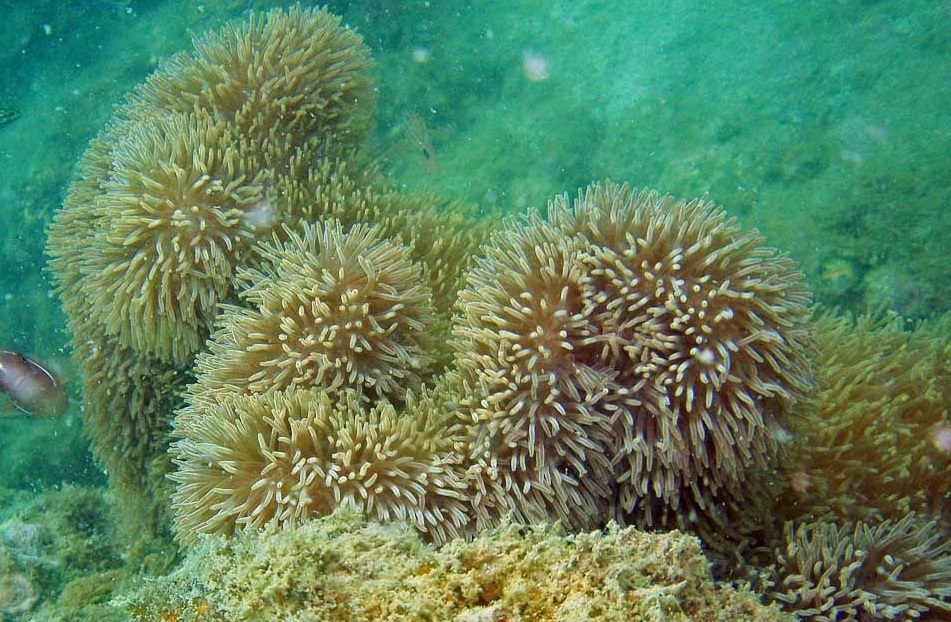
S. gigantea en Koh Phangan, Tailandia

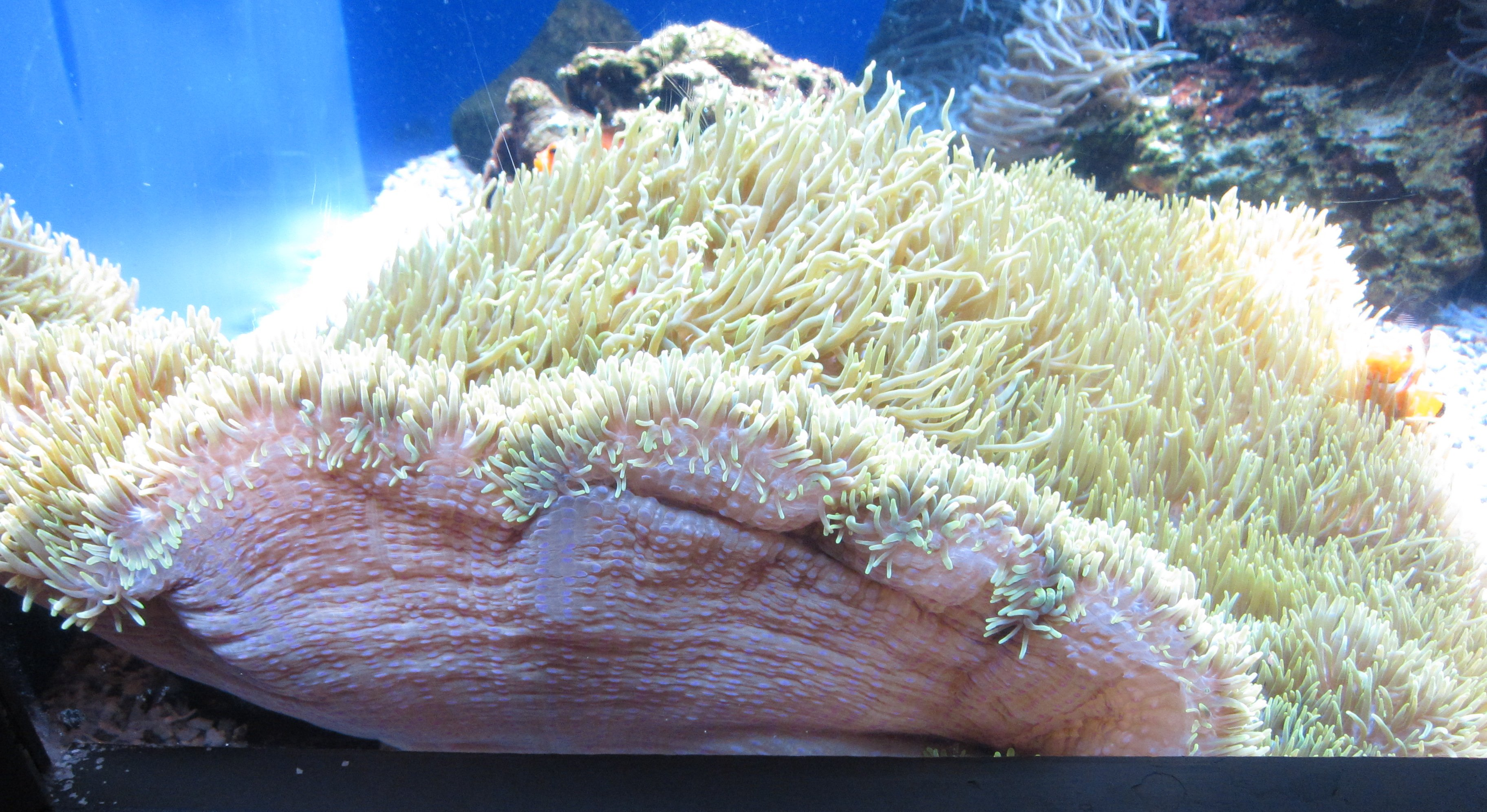
S. gigantea en el acuario de Waikiki, Hawái.

Stichodactyla gigantea es una especie de anémona de mar, perteneciente a la familia Stichodactylidae. Es de las denominadas anémonas hospedantes, que mantienen una relación de mutualismo con otros animales, en su caso con varias especies de peces payaso (género Amphiprion): Amphiprion akindynos, Amphiprion bicinctus, Amphiprion clarkii, Amphiprion ocellaris, Amphiprion percula, Amphiprion perideraion y Amphiprion polymnus; los cuales inhiben la liberación de las células urticantes que poseen sus tentáculos estableciendo una relación de convivencia. 
De esta manera, los payasos se protegen de sus predadores entre los tentáculos urticantes de la anémona, y esta se beneficia de la limpieza de su disco oral y tentáculos como consecuencia de los continuos movimientos de los peces, así como de presas que estas especies hospedadas aproximan, en ocasiones, a la boca de la anémona. 
También hospedan peces damisela, como Dascyllus trimaculatus, y gambas del género Periclimenes.
Su nombre común es anémona gigante o anémona alfombra gigante.

## Morfología
Su cuerpo es cilíndrico y la columna pequeña, que puede ser de color crema, gris, amarillenta, azul o verde. Su extremo basal es un disco plano que funciona como pie, el disco pedal, y su extremo apical es el disco oral, el cual tiene la boca en el centro, y alrededor tentáculos compuestos de cnidocitos, células urticantes provistas de neurotoxinas paralizantes en respuesta al contacto. La anémona utiliza este mecanismo para evadir enemigos o permitirle ingerir presas más fácilmente hacia la cavidad gastrovascular. El disco oral puede ser marrón, verde, rosa, púrpura o azul, y está profundamente plegado.
Los tentáculos son cortos, con la punta redondeada y cónicos. Son muy numerosos y están muy próximos, lo que le da su aspecto de alfombra. Miden unos 8 mm de largo y se mueven constantemente, lo que proporciona a la anémona un aspecto vibrante. 
Esta especie, pese a su nombre, tan sólo alcanza los 50 cm de diámetro, frente a los 80 cm de su pariente Stichodactyla haddoni.

## Hábitat y distribución
Suelen habitar en lagunas y bahías de arrecifes de coral, con su columna enterrada en el sedimento, en suelos arenosos o grietas de rocas. Entre 2 y 40 m de profundidad.
Se las encuentra en aguas tropicales y subtropicales del océano Indo-Pacífico, desde la costa este africana, el mar Rojo, India, Indonesia, Australia, Nueva Guinea y, hasta las islas Salomón.

## Alimentación
Las anémonas contienen algas simbióticas llamadas zooxantelas. Las algas realizan la fotosíntesis produciendo oxígeno y azúcares, que son aprovechados por las anémonas, y se alimentan de los catabolitos de la anémona (especialmente fósforo y nitrógeno). No obstante, las anémonas se alimentan tanto de los productos que generan estas algas (entre un 75 y un 90 %), como de las presas de zooplancton o peces, que capturan con sus tentáculos.

## Reproducción
Las anémonas se reproducen tanto asexualmente, por división, en la que el animal se divide por la mitad de su boca formando dos clones; o utilizando glándulas sexuales, ubicadas en la cavidad gastrovascular, que desprenden gametos maduros, que son expulsados por la boca, siendo la fertilización externa, encontrando gametos del sexo opuesto. En este caso, se genera una larva plánula ciliada que caerá al fondo marino y desarrollará un disco pedal para convertirse en una nueva anémona.

## Mantenimiento
Es una especie difícil de mantener en cautividad, como todas las de su género. Requiere acuarios maduros, con, al menos, 12 meses de funcionamiento. Necesita iluminación alta y corriente de moderada a fuerte. El acuario debe contar con sustrato arenoso y roca viva, para que pueda enterrar su pie.
Algunos de sus predadores son otras anémonas, nudibranquios, estrellas de mar, peces ángel y grandes lábridos.
Dada su movilidad y sus tentáculos urticantes, si convive con estrellas de mar, discosomas, anémonas o nudibranquios, hay que vigilar para evitar agresiones.